# Pierre Jacky
Pierre Jacky (Ingwiller, 5 ottobre 1960) è un allenatore di calcio a 5 ed ex calciatore francese.

## Carriera
Jacky entra nella Nazionale di calcio a 5 della Francia nel 1997 con il ruolo di collaboratore tecnico. Nel 2004 è nominato commissario tecnico, raggiungendo nel 2017, per la prima volta nella storia dei Bleus, la qualificazione agli Europei.